# Noyellette
Noyellette est une commune française située dans le département du Pas-de-Calais en région Hauts-de-France. Ses habitants sont appelés les Noyellettois. La commune est membre de la communauté de communes des Campagnes de l'Artois.

## Géographie

### Localisation
Localisée dans le sud-est du département du Pas-de-Calais, Noyellette est une commune rurale, située, à vol d'oiseau, à 5 km au nord-est de la commune d’Avesnes-le-Comte et à 13 km à l'ouest de la commune d’Arras chef-lieu (chef-lieu d'arrondissement). La commune fait partie de l'aire d'attraction d'Arras, ainsi que du bassin d'emploi et du bassin de vie de cette ville.
Le territoire de la commune est limitrophe de ceux de trois communes.
Les communes limitrophes sont  Habarcq, Lattre-Saint-Quentin et Wanquetin.

### Géologie et relief
La superficie de la commune est de 2,02 km2 ; son altitude varie de 83  à   122 mètres.

### Hydrographie

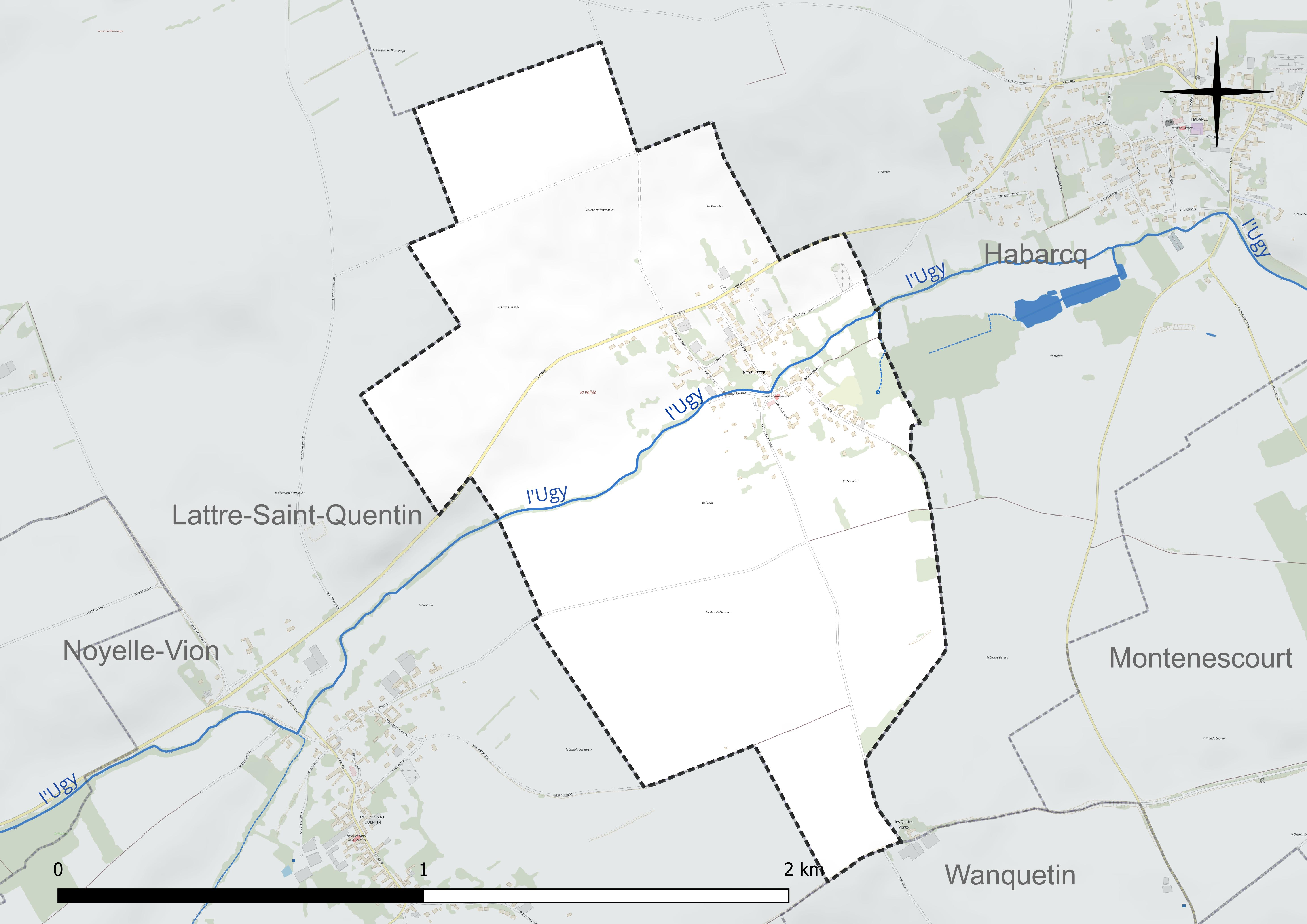
Carte hydrographique de la commune.

Le territoire de la commune, situé dans le bassin Artois-PicardieLe territoire de la commune est situé dans le bassin Artois-Picardie, est drainé par l'Ugy, cours d'eau naturel non navigable de 5,82 km, qui prend sa source dans la commune de Noyelle-Vion et se jette dans le Gy au niveau de la commune de Montenescourt.

### Climat
Pour des articles plus généraux, voir Climat des Hauts-de-France et Climat du Nord-Pas-de-Calais.
En 2010, le climat de la commune est de type climat océanique dégradé des plaines du Centre et du Nord, selon une étude du CNRS s'appuyant sur une série de données couvrant la période 1971-2000. En 2020, Météo-France publie une typologie des climats de la France métropolitaine dans laquelle la commune est exposée à un climat océanique et est dans la région climatique Nord-est du bassin Parisien, caractérisée par un ensoleillement médiocre, une pluviométrie moyenne régulièrement répartie au cours de l’année et un hiver froid (3 °C).
Pour la période 1971-2000, la température annuelle moyenne est de 10,2 °C, avec une amplitude thermique annuelle de 14 °C. Le cumul annuel moyen de précipitations est de 778 mm, avec 12,3 jours de précipitations en janvier et 9,1 jours en juillet. Pour la période 1991-2020, la température moyenne annuelle observée sur la station météorologique la plus proche, située sur la commune de Saulty à 11 km à vol d'oiseau, est de 10,4 °C et le cumul annuel moyen de précipitations est de 899,7 mm,. Pour l'avenir, les paramètres climatiques de la commune estimés pour 2050 selon différents scénarios d'émission de gaz à effet de serre sont consultables sur un site dédié publié par Météo-France en novembre 2022.

### Paysages
Pour un article plus général, voir Paysage en France.
La commune est située dans le paysage régional des grands plateaux artésiens et cambrésiens tel que défini dans l’atlas des paysages de la région Nord-Pas-de-Calais, conçu par la direction régionale de l'Environnement, de l'Aménagement et du Logement (DREAL),. Ce paysage régional, qui concerne 238 communes, est dominé par les « grandes cultures » de céréales et de betteraves industrielles qui représentent 70 % de la surface agricole utilisée (SAU).

### Milieux naturels et biodiversité
L’Inventaire national du patrimoine naturel (INPN) recense plusieurs espèces faunistiques et floristiques sur le territoire de la commune dont certaines sont protégées et d’autres menacées et quasi-menacées.

## Urbanisme

### Typologie
Au 1er janvier 2024, Noyellette est catégorisée commune rurale à habitat dispersé, selon la nouvelle grille communale de densité à sept niveaux définie par l'Insee en 2022.
Elle est située hors unité urbaine. Par ailleurs la commune fait partie de l'aire d'attraction d'Arras, dont elle est une commune de la couronne,. Cette aire, qui regroupe 163 communes, est catégorisée dans les aires de 50 000 à moins de 200 000 habitants,.

### Occupation des sols

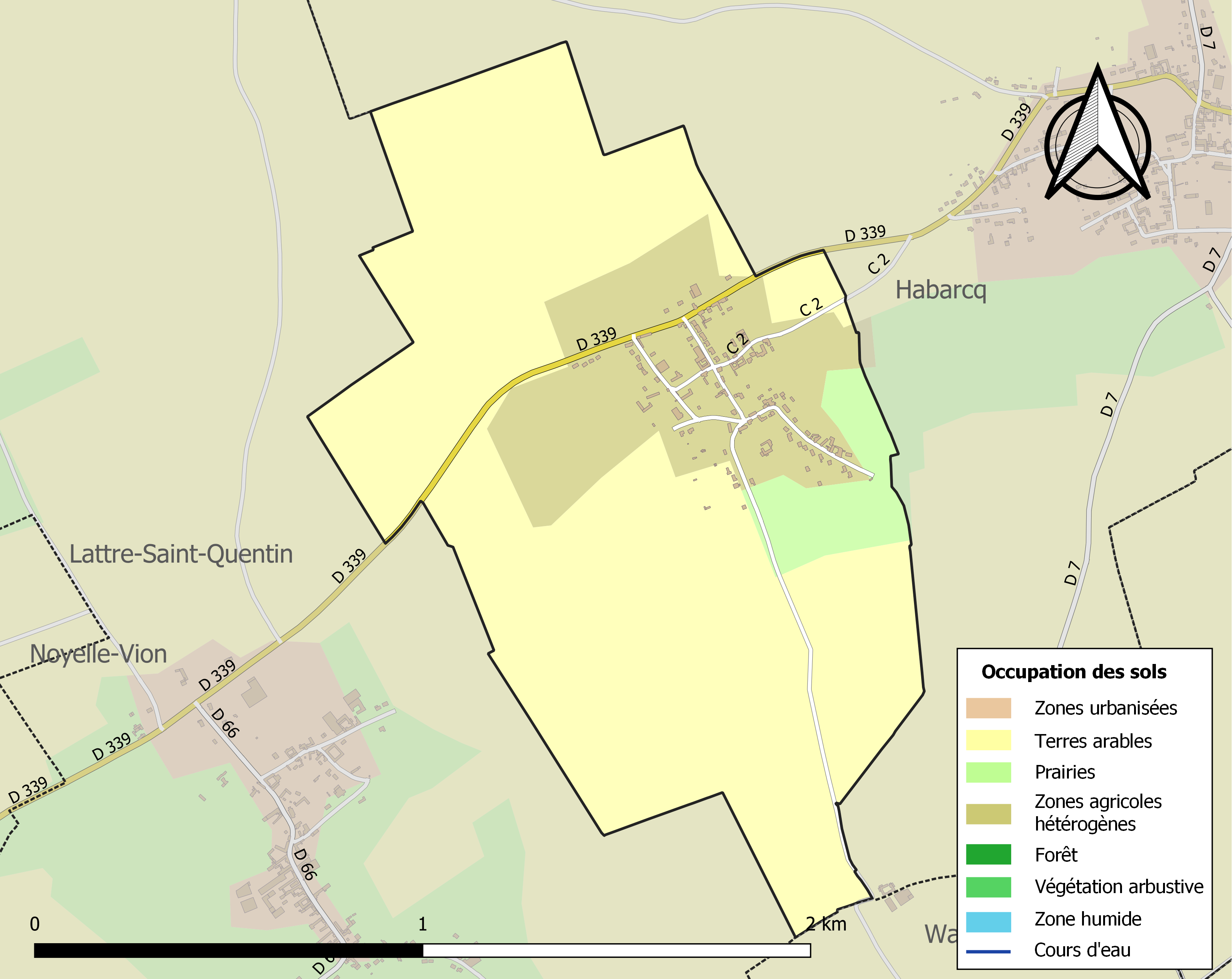
Carte des infrastructures et de l'occupation des sols de la commune en 2018 (CLC).

L'occupation des sols de la commune, telle qu'elle ressort de la base de données européenne d’occupation biophysique des sols Corine Land Cover (CLC), est marquée par l'importance des territoires agricoles (100 % en 2018), une proportion identique à celle de 1990 (100 %). La répartition détaillée en 2018 est la suivante : 
terres arables (74,4 %), zones agricoles hétérogènes (20,4 %), prairies (5,2 %). L'évolution de l’occupation des sols de la commune et de ses infrastructures peut être observée sur les différentes représentations cartographiques du territoire : la carte de Cassini (XVIIIe siècle), la carte d'état-major (1820-1866) et les cartes ou photos aériennes de l'IGN pour la période actuelle (1950 à aujourd'hui).

### Habitat et logement
En 2020, le nombre total de logements dans la commune était de 81, alors qu'il était de 79 en 2015 et de 76 en 2010.
Parmi ces logements, 90,1 % étaient des résidences principales, 0 % des résidences secondaires et 9,9 % des logements vacants. Ces logements étaient pour 100 % d'entre eux des maisons individuelles et pour 0 % des appartements.
Le tableau ci-dessous présente la typologie des logements à Noyellette en 2020 en comparaison avec celle du Pas-de-Calais et de la France entière. Une caractéristique marquante du parc de logements est ainsi l'absence de résidences secondaires et logements occasionnels, à comparer avec la proportion départementale du département (6,5 %) et à celle de la France entière (9,7 %). Concernant le statut d'occupation de ces logements, 91,8 % des habitants de la commune sont propriétaires de leur logement (91,8 % en 2014), contre 57,8 % pour le Pas-de-Calais et 57,5 pour la France entière.
| Typologie                                               | Noyellette | Pas-de-Calais | France entière |
| ------------------------------------------------------- | ---------- | ------------- | -------------- |
| Résidences principales (en %)                           | 90,1       | 86,1          | 82,1           |
| Résidences secondaires et logements occasionnels (en %) | 0          | 6,5           | 9,7            |
| Logements vacants (en %)                                | 9,9        | 7,5           | 8,2            |

## Toponymie
Le nom de la localité est attesté sous les formes Nigellula vers 1154 ; Noeleta de 1154 à 1159 ; Noilete au XIIe siècle ; Noieleta, Noielette en 1225 ; Noelete en 1254 ; Nigellula in Aqua en 1256 ; Nigella in Aqua en 1261 ; Nouuelette-en-l’Eave en 1281 ; Noelete-en-l’Yawe en 1327 ; Noelete-en-Lyauve en 1329 ; Noyelete-en-l’Iauve en 1338 ; Noyellette en 1460 ; Noullette-en-l’Eau en 1617 ; Noylete-en-Leau en 1720 ; Noyellette en L'Eau en 1793 et Noyellette depuis 1801..
Toponyme gaulois composé de *novio, latinisé en Nigella aux IXe et Xe siècles (« neuf, nouveau » → voir Noyon) et *ialo- (« clairière, lieu défriché, essart » → voir Neuilly et Noailles), auquel on a ajouté au XIIe siècle le suffixe diminutif -ette.

## Politique et administration

### Découpage territorial
La commune se trouve depuis 1926 dans l'arrondissement d'Arras du département du Pas-de-Calais.

#### Commune et intercommunalités
Noyellette était membre de la communauté de communes du val du Gy, un établissement public de coopération intercommunale (EPCI) à fiscalité propre créé fin 1993 et auquel la commune avait transféré un certain nombre de ses compétences, dans les conditions déterminées par le code général des collectivités territoriales.
Conformément aux prescriptions de la loi de réforme des collectivités territoriales du 16 décembre 2010, qui a prévu le renforcement et la simplification des intercommunalités et la constitution de structures intercommunales de grande taille, cette intercommunalité fusionne le  1er janvier 2013 avec sa voisine pour former la communauté de communes La Porte des Vallées. Une seconde fusion intervient dans le cadre des dispositions de la loi portant nouvelle organisation territoriale de la République du 7 août 2015, qui prévoit que les établissements publics de coopération intercommunale (EPCI) à fiscalité propre doivent avoir un minimum de 15 000 habitants, cette intercommunalité est dissoute  le 1er janvier 2017, et certaines de ses communes, dont  la communauté de communes du Haut Pays du Montreuillois, dont Noyellette, rejoignent alors la communauté de communes des Campagnes de l'Artois. Cette communauté de communes des Campagnes de l'Artois regroupe 96 communes et totalise 33 141 habitants en 2021.

#### Circonscriptions administratives
La commune faisait partie depuis 1793 du canton d'Avesnes-le-Comte. Dans le cadre du redécoupage cantonal de 2014 en France, cette circonscription administrative territoriale a disparu, et le canton n'est plus qu'une circonscription électorale.
Pour les élections départementales, la commune fait partie depuis 2014 d'un nouveau canton d'Avesnes-le-Comte. porté de 31 à 108 communes.

#### Circonscriptions électorales
Pour l'élection des députés, la commune fait partie de la première circonscription du Pas-de-Calais.

### Élections municipales et communautaires

#### Liste des maires
| Période                                  | Période                        | Identité              | Étiquette | Qualité |
| ---------------------------------------- | ------------------------------ | --------------------- | --------- | --- |
| Les données manquantes sont à compléter. |                                |                       |           | |
|                                          |                                |                       |           | |
| mars 2001                                | 2008                           | Pierre Boulanger      |           | |
| mars 2008                                | 2014                           | Lucien Delannoy       |           | |
| mars 2014                                | mai 2023.                      | Nadine Vendeville,    |           | Infirmière hospitalière retraitée Démisssionnaire. Mandat également écourté par la démission d'une partie du conseil municipal |
| juin 2023                                | En cours (au 30 novembre 2023) | Anne-Sophie Larivière |           | Employée civile ou agent de service de la fonction publique                                                                    |

## Population et société

### Démographie
Les habitants sont appelés les Noyellettois.

#### Évolution démographique
L'évolution du nombre d'habitants est connue à travers les recensements de la population effectués dans la commune depuis 1793. Pour les communes de moins de 10 000 habitants, une enquête de recensement portant sur toute la population est réalisée tous les cinq ans, les populations de référence des années intermédiaires étant quant à elles estimées par interpolation ou extrapolation. Pour la commune, le premier recensement exhaustif entrant dans le cadre du nouveau dispositif a été réalisé en 2005.

En 2022, la commune comptait 156 habitants, en évolution de −9,83 % par rapport à 2016 (Pas-de-Calais : −0,72 %, France hors Mayotte : +2,11 %).
| 1793 | 1800 | 1806 | 1821 | 1831 | 1836 | 1841 | 1846 | 1851 |
| ---- | ---- | ---- | ---- | ---- | ---- | ---- | ---- | ---- |
| 135  | 133  | 148  | 138  | 133  | 141  | 143  | 146  | 156  |

| 1856 | 1861 | 1866 | 1872 | 1876 | 1881 | 1886 | 1891 | 1896 |
| ---- | ---- | ---- | ---- | ---- | ---- | ---- | ---- | ---- |
| 157  | 164  | 147  | 167  | 154  | 155  | 158  | 153  | 157  |

| 1901 | 1906 | 1911 | 1921 | 1926 | 1931 | 1936 | 1946 | 1954 |
| ---- | ---- | ---- | ---- | ---- | ---- | ---- | ---- | ---- |
| 149  | 130  | 128  | 107  | 114  | 103  | 115  | 108  | 110  |

| 1962 | 1968 | 1975 | 1982 | 1990 | 1999 | 2005 | 2006 | 2010 |
| ---- | ---- | ---- | ---- | ---- | ---- | ---- | ---- | ---- |
| 109  | 104  | 102  | 155  | 194  | 183  | 180  | 183  | 184  |

| 2015 | 2020 | 2022 | - | - | - | - | - | - |
| ---- | ---- | ---- | - | - | - | - | - | - |
| 175  | 161  | 156  | - | - | - | - | - | - |

#### Pyramide des âges
En 2018, le taux de personnes d'un âge inférieur à 30 ans s'élève à 28,6 %, soit en dessous de la moyenne départementale (36,7 %). À l'inverse, le taux de personnes d'âge supérieur à 60 ans est de 34,2 % la même année, alors qu'il est de 24,9 % au niveau départemental.
En 2018, la commune comptait 93 hommes pour 76 femmes, soit un taux de 55,03 % d'hommes, largement supérieur au taux départemental (48,50 %).
Les pyramides des âges de la commune et du département s'établissent comme suit.
| Hommes | Classe d’âge | Femmes |
| ------ | ------------ | ------ |
| 0,0    | 90 ou +      | 0,0    |
| 4,5    | 75-89 ans    | 5,6    |
| 27,0   | 60-74 ans    | 31,9   |
| 18,0   | 45-59 ans    | 16,7   |
| 18,0   | 30-44 ans    | 22,2   |
| 12,4   | 15-29 ans    | 8,3    |
| 20,2   | 0-14 ans     | 15,3   |

| Hommes | Classe d’âge | Femmes |
| ------ | ------------ | ------ |
| 0,5    | 90 ou +      | 1,6    |
| 5,6    | 75-89 ans    | 8,9    |
| 16,7   | 60-74 ans    | 18,1   |
| 20,2   | 45-59 ans    | 19,2   |
| 18,9   | 30-44 ans    | 18,1   |
| 18,2   | 15-29 ans    | 16,2   |
| 19,9   | 0-14 ans     | 17,9   |

### Sports et loisirs
La commune est traversée par le GR 121 et tangenté par le GRP de l'Artois.

## Culture locale et patrimoine

### Lieux et monuments

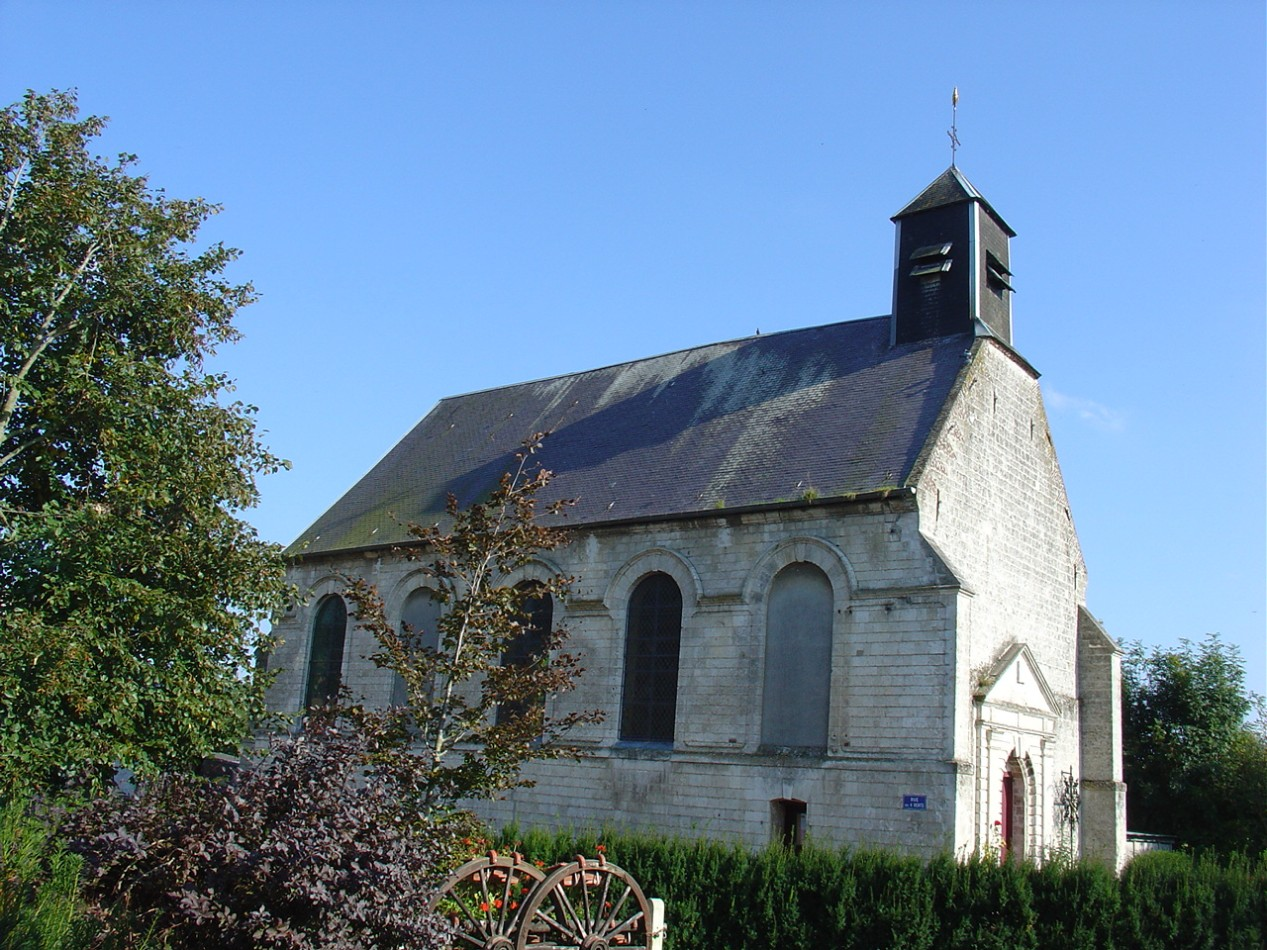
L'église Saint-Pierre.
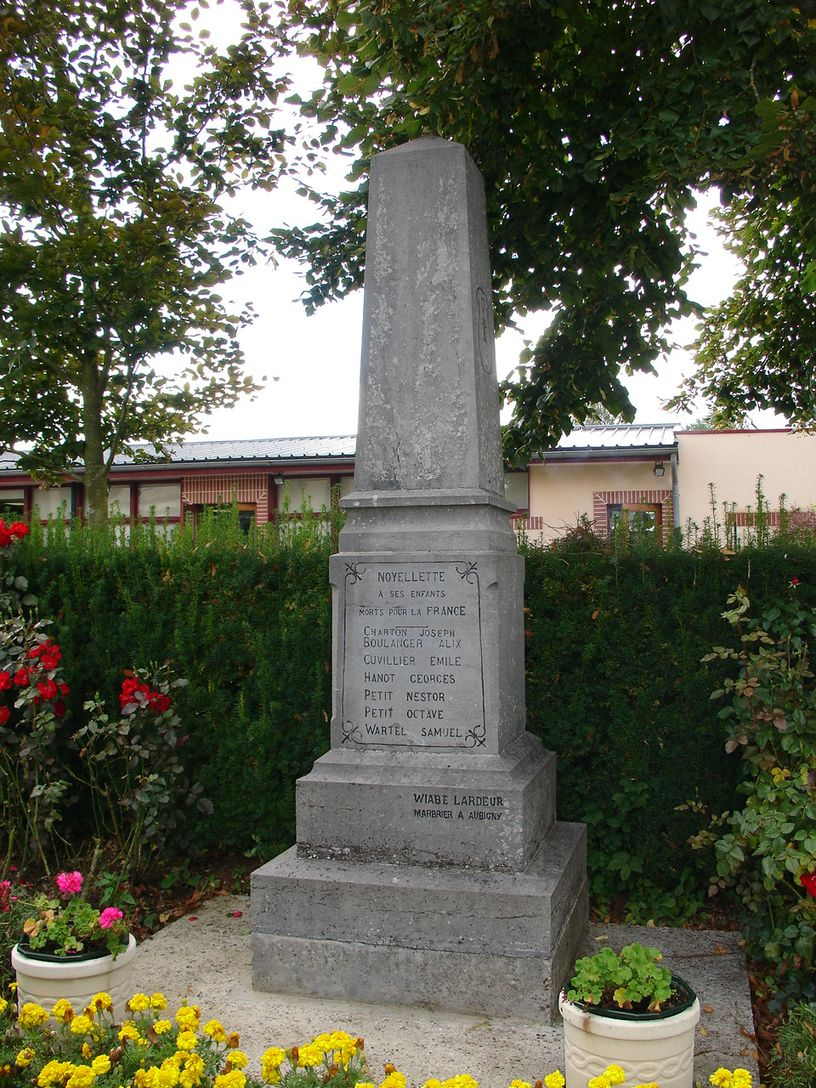
Le monument aux morts[31].

- L'église Saint-Pierre.
- Le monument aux morts.

### Héraldique
| Blason de Noyellette | Blason  | Écartelé : aux 1er et 4e de gueules à la clef d'or, aux 2e et 3e chevronné de gueules et d'or de dix pièces. |
| Blason de Noyellette | Détails | Le statut officiel du blason reste à déterminer.                                                             |

## Pour approfondir

#### Bases de données, dictionnaires et encyclopédies
- Ressources relatives à la géographie :   - Insee (communes)
  - Ldh/EHESS/Cassini
- Ressource relative à plusieurs domaines :   - Annuaire du service public français
- Notices d'autorité :   - BnF (données)